# معتمدية وادي الليل
معتمدية وادي الليل إحدى معتمديات الجمهورية التونسية، تابعة لولاية منوبة.

### مواضيع ذات علاقة
- ولاية منوبة.

1. 1 2 3 4 5 6 7  "المناطق الترابية (العمادات) حسب الولايات والمعتمديات". اطلع عليه بتاريخ 2024-11-30.